# Charles Key
Charles William Key, (8 août 1883 - 6 décembre 1964) est un enseignant britannique et homme politique du Parti travailliste. Issu d'un milieu très populaire, la générosité d'un ami de la famille lui permet de se lancer dans la vie et de suivre une formation d'enseignant. Il entre en politique par le biais du Poplar Borough Council et est élu au Parlement pour remplacer George Lansbury. Occupant des postes subalternes pendant le gouvernement Attlee, il reste au Parlement jusqu'à l'âge de 81 ans.

## Jeunesse
Key est né à Chalfont St Giles, dans le Buckinghamshire, où son père travaille dans les briqueteries. À l'âge de six ans, son père meurt et il est élevé par sa mère seule ; la famille est très pauvre et non seulement sa mère doit travailler comme femme de ménage, mais Key lui-même doit travailler pour les livraisons d'un drapier local. La famille dépend en grande partie de l'aide aux pauvres créée par la loi sur les pauvres : plus tard dans la vie, Key se souvient souvent d'avoir collecté 1 s 6 j et deux quarts de pain, soit deux cinquièmes de livre. Il affirme avoir promis à sa mère à l'âge de neuf ans qu'il entrerait au Parlement et abrogerait la loi sur les pauvres.
Pendant que Key fréquente l'école du village avec succès, sa mère accueille des locataires pour l'aider à joindre les deux bouts. L'un des locataires est un jeune chimiste, qui décide de prendre la responsabilité de l'aider à développer son talent, et fournit suffisamment de fonds à Key pour poursuivre ses études au Mile End Pupil Teachers' Center et suivre une formation pratique dans une école de South Hackney. Key obtient ensuite une bourse de la Reine pour aller au Borough Road Teacher Training College. Là, il obtient son diplôme d'enseignant et travaille dans une école du Mile End.

## Carrière politique locale
Pendant la Première Guerre mondiale, Key est caporal dans la Royal Garrison Artillery. Après la guerre, il devient directeur des écoles de Hoxton et Poplar. Alors qu'il travaille à Poplar en 1919, Key (qui a rejoint le Parti travailliste en 1906) est élu au Poplar Borough Council du quartier de Bromley North West, faisant partie d'une majorité travailliste au conseil.
Poplar est un conseil travailliste très à gauche. Key n'est pas parmi les plus à gauche (il se déclare un fidèle sujet du roi), mais il soutient pleinement la campagne pour améliorer la vie des pauvres de l'arrondissement : en 1925, il écrit que la plupart de la population « vit au bord de la misère ». Il voit les effets de la pauvreté sur les enfants de son école. Les dépenses élevées du conseil pour aider les pauvres conduisent à des taux toujours plus élevés, ce qui devient un fardeau supplémentaire pour les ménages locaux.
Dans cette situation, en 1921, les conseillers travaillistes de Poplar décident d'agir pour alléger le fardeau et lancent une protestation politique en refusant de percevoir les taxes au nom du London County Council et d'autres organismes métropolitains. Key lui-même, en tant que président du Comité de santé publique, propose une résolution pour renvoyer les estimations afin de supprimer la contribution au LCC. Poplar a l'obligation légale de percevoir les tarifs, et la LCC obtient un jugement exigeant le paiement. Key plaide pour poursuivre la manifestation, car le LCC et le gouvernement n'ont pas financé les projets promis dans l'arrondissement.
Pour faire exécuter le paiement, le LCC et le Metropolitan Asylums Board émettent des assignations à l'encontre de 30 conseillers et échevins de Poplar ; cependant, quelque peu inexplicablement, Key ne fait pas partie des personnes poursuivies. Les 30 sont incarcérés, tandis que Key est nommé adjoint au maire pour agir en l'absence du maire (Sam March) qui devait aller en prison. Il est un organisateur clé de la campagne réussie pour obtenir la libération des conseillers et par la suite écrit des brochures racontant l'histoire de la campagne. La grève des tarifs assure un système plus efficace pour alléger le fardeau des tarifs LCC sur les arrondissements les plus pauvres et faire en sorte que les tarifs des arrondissements produisent les mêmes revenus pour les conseils.
Poplar tient bon sur d'autres causes, notamment un salaire minimum pour ses travailleurs de 4 £ par semaine; cette politique est déclarée illégale par la Chambre des Lords en 1925. Key propose une résolution pour se conformer à contrecœur, sous protestation, au jugement des Lords. Au cours des années municipales 1923-1924, 1926-1927 et 1932-1933, il est maire de l'arrondissement, et il est également élu gardien de la loi sur les pauvres en 1925, jusqu'à ce que les gardiens soient abolis en 1931.

## Carrière politique nationale
Lorsque la guerre éclate en 1939, Key quitte l'enseignement pour devenir agent de protection civile à Londres et contrôleur adjoint de la protection civile à Poplar. Lorsque George Lansbury (député travailliste pour la division Bow and Bromley de Poplar) meurt en 1940, Key est élu à l'élection partielle de Bow and Bromley pour lui succéder; il n'a eu contre lui qu'un candidat communiste à l'élection partielle. De 1941 jusqu'à la fin de la guerre, Key est commissaire régional pour la région de la défense civile de Londres, avec une responsabilité particulière pour les abris.
Dans le gouvernement d'après-guerre de Clement Attlee, Key est nommé secrétaire parlementaire du ministère de la Santé. Il partage la responsabilité de l'adoption du National Health Service Act avec Aneurin Bevan. Le contraste dans leurs styles, avec la manière exubérante de Bevan de parler, différant nettement de la sagesse artisanale de Key, est remarqué. Malheureusement, c'est le successeur de Key, John Edwards, qui a l'honneur d'abolir enfin la loi sur les pauvres.
En février 1947, Key est promu ministre des Travaux publics, où il doit s'occuper de la reconstruction de la chambre de la Chambre des communes et régler l'aménagement du Festival of Britain. Il est nommé au Conseil privé en 1947.
L'une des responsabilités de Key est d'assurer un approvisionnement régulier en matériaux de construction pour la construction de logements sociaux. En 1948, il fait la connaissance du fraudeur Sidney Stanley et est par conséquent cité à comparaître devant le tribunal Lynskey enquêtant sur la corruption parmi les ministres. Aucune accusation contre lui n'a été retenue. Lorsque les deux circonscriptions de Poplar sont combinées en une seule aux élections générales de 1950, Key y est confortablement élu; cependant, il quitte le gouvernement immédiatement après en raison de son âge.

## Fin de carrière
En 1953, Key reçoit la Liberté de l'arrondissement de Poplar, une récompense qui le rendait très fier. Il reste un député d'arrière-ban bien que sa présence et la fréquence de ses discours aient diminué; en 1963, il est l'un des députés soulignés par l'émission télévisée That Was The Week That Was pour n'avoir pas du tout parlé à la Chambre depuis les élections générales de 1959. Key annonce sa retraite en décembre 1961. Il est scrutateur dans le scrutin pour la direction du Parti travailliste en 1963.